# Доктор Стрейндж в мултивселената на лудостта
„Доктор Стрейндж в мултивселената на лудостта“ (на английски: Doctor Strange in the Multiverse of Madness) е американско фентъзи от 2022 г. за едноименния персонаж на Марвел Комикс. Режисьор е Сам Рейми, а сценарият е на Джейд Бартлет и Майкъл Уалдрон. Това е 28-ият филм в киновселената на Марвел и е продължение на филмите „Доктор Стрейндж“ (2016) и „Отмъстителите: Краят“ (2019), както и на сериала „УандаВижън“ (2021). Премиерата в САЩ е на 6 май 2022 г.

## Актьорски състав
| Актьор             | Роля |
| ------------------ | --- |
| Бенедикт Къмбърбач | Доктор Стивън Стрейндж Защитникът Стивън Стрейндж Илюминатът Стивън Стрейндж Корумпираният Стивън Стрейндж |
| Елизабет Олсън     | Уанда Максимоф / Алената вещица Уанда Максимоф (Земя 838)                                                  |
| Бенедикт Уонг      | Уонг |
| Рейчъл Макадамс    | Кристин Палмър Кристин Палмър (Земя 838)                                                                   |
| Сочи Гомез         | Америка Чавез                                                                                              |
| Чуетел Еджиофор    | Карл Мордо                                                                                                 |
| Патрик Стюарт      | Чарлз Екзевиър / Професор Х                                                                                |
| Джон Кразински     | Рийд Ричардс / Господин Фантастичен                                                                        |
| Ансън Маунт        | Блекагар Болтагон / Блек Болт                                                                              |
| Хейли Атуел        | Капитан Пеги Картър                                                                                        |
| Лашана Линч        | Мария Рамбо / Капитан Марвел                                                                               |
| Майкъл Стулбарг    | Никодемиус Уест                                                                                            |
| Джулиан Хилиард    | Били Максимоф                                                                                              |
| Джет Клайн         | Томи Максимоф                                                                                              |
| Рос Маркуанд       | Ултрон |
| Шарлиз Терон       | Клеа |
| Брус Кембъл        | Продавач на Пица Попа                                                                                      |

## Пускане
Премиерата на „Доктор Стрейндж в мултивселената на лудостта“ се състои в Холивуд, Лос Анджелис на 2 май 2022 г. и е пусната в Съединените щати на 6 май 2022 г. в RealD 3D, IMAX , Dolby Cinema и ScreenX.
В България филмът е пуснат на същата дата от „Форум Филм България“ в 3D, IMAX 3D и 4DX.